# Турка (гміна Острув-Мазовецька)
Турка (пол. Turka) — село в Польщі, у гміні Острув-Мазовецька Островського повіту Мазовецького воєводства.
У 1975-1998 роках село належало до Остроленцького воєводства.